# Sagrestia Vecchia (Hôpital Santa Maria della Scala)

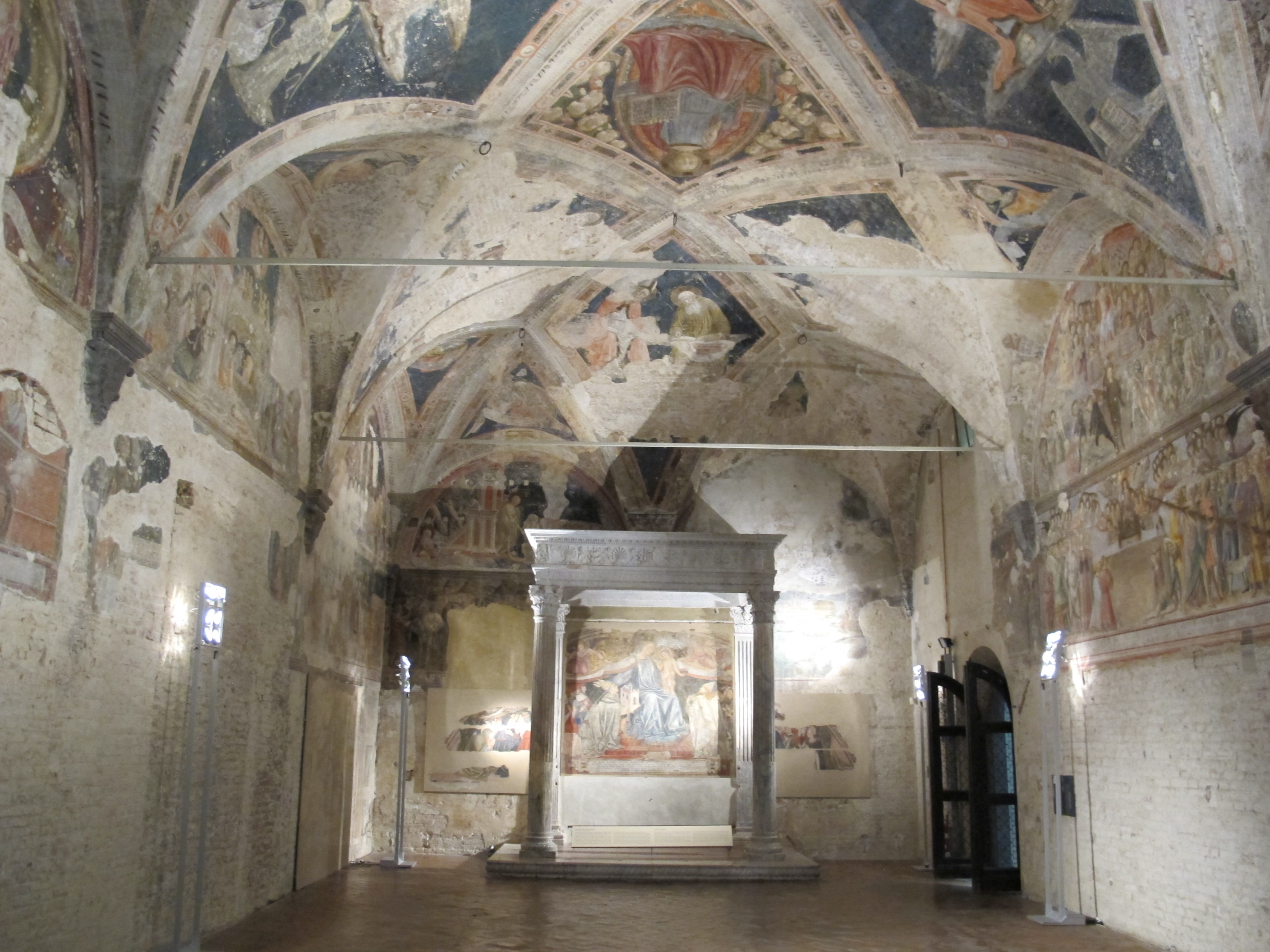
Vue d'ensemble de la sacristie.

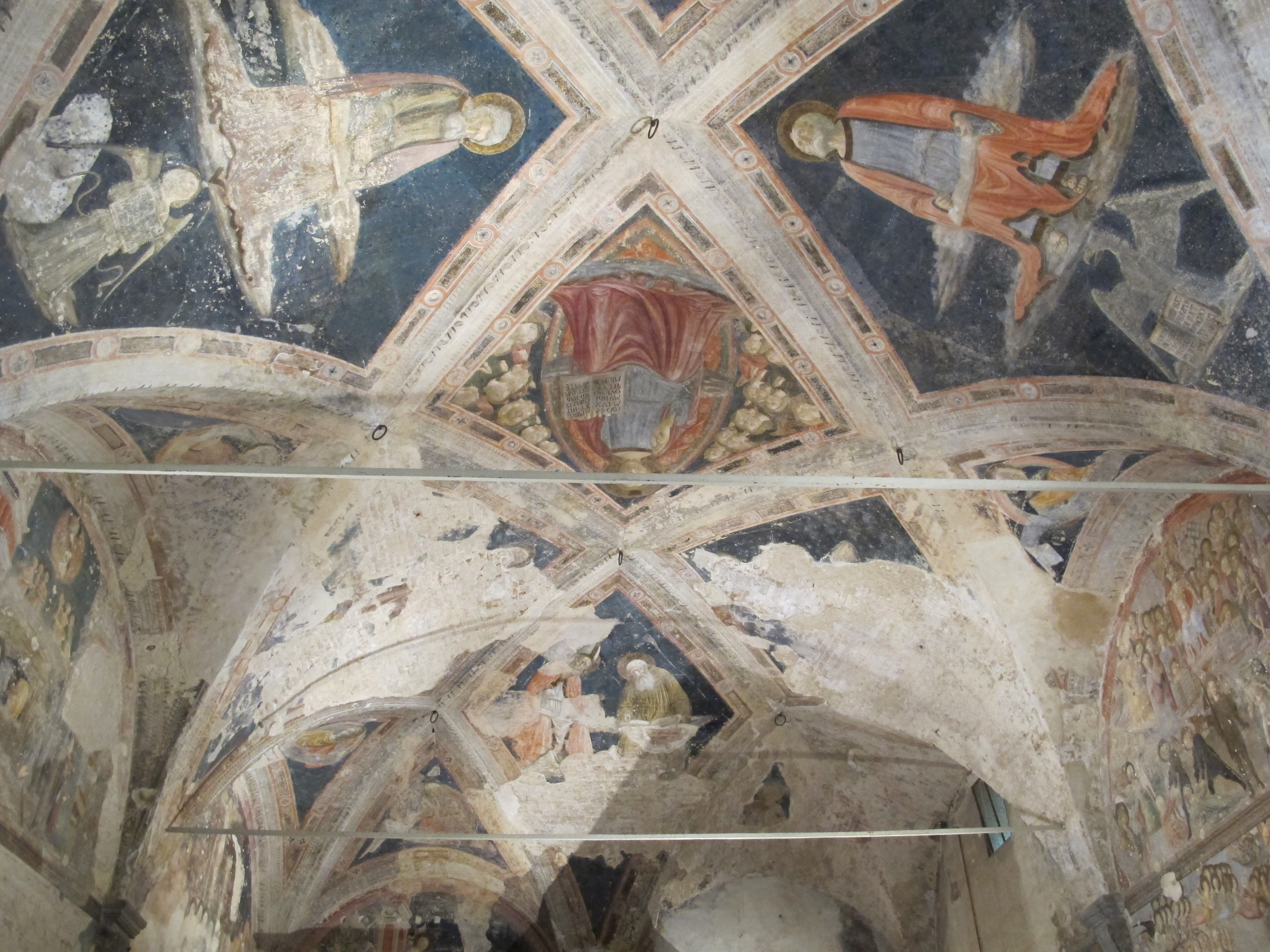
Fresques du plafond.

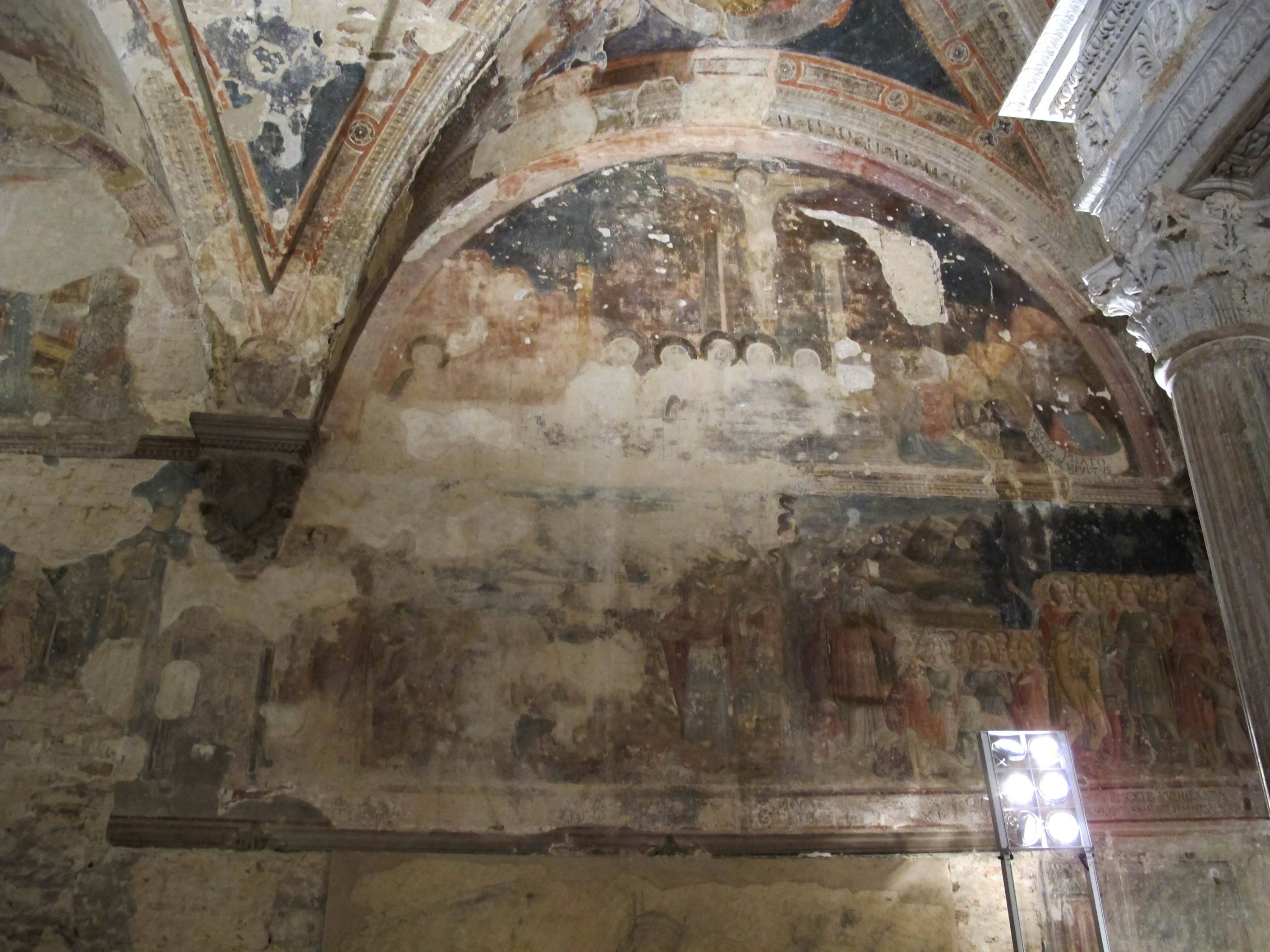
Fresques des parois.

La Sagrestia Vecchia ou Cappella del Sacro Chiodo est l'ancienne sacristie de l'ancien Hôpital Santa Maria della Scala à Sienne. Elle est remarquable par un cycle de fresques du Vecchietta consacré à la représentation d'épisodes de l'Ancien et du Nouveau Testament, un exemple de la peinture de l'école siennoise du Quattrocento.
Gravement détériorées on peut y discerner malgré tout :
Sur le plafond : 
- Cristo circondato da angeli,
- Evangelisti
- Dottori della Chiesa et Profeti.

Sur les parois de droite : 
- Dio padre creatore del cielo e della terra
- Creazione con Adamo ed Eva e Daniele e i suoi amici nella fornace
- Angelo annunciante e Vergine, Natività;
- Annuncio della nascita di Sansone
- Passione di Gesù
- Mosè che mostra il serpente di bronzo al popolo ebraico

Sur les tympans de la paroi sud : 
- Discesa di Cristo al limbo
- Liberazione di Lot
- Risurrezione e ascesa al cielo di Gesù,
- Giona nel ventre della balena

Sur les parois de gauche :
- Giudizio Universale
- Visione di Daniele del carro del fuoco
- Trinità
- Gloria del Tempio di Gerusalemme
- Salomone che sacrifica nel Tempio